# Лола Голубовић
Лола Голубовић је измишљени лик из серије Срећни људи. Лик је измислио Синиша Павић, а тумачиле Тања Бошковић и Злата Нуманагић

## Биографија
Лола је рођена 1950. и живи у Београду. Радила је на шалтеру, а касније на језичком одељењу. Удала се за Вукашина Голубовића са којим има двоје деце (Ђурђину и Небојшу). Након што нису имали пара да плате станарину, она се са својим мужем и децом преселила код Ристане и Аранђела (Вукашинових родитеља).